# Symfonie nr. 8 (Bolcom)
William Bolcom voltooide zijn Symfonie nr. 8 in 2005.
De symfonie is geschreven voor gemengd koor en groot symfonieorkest. De teksten werden ontleend aan Prophetic Books van William Blake, de lievelingsschrijver van de Amerikaanse componist. De eerste uitvoering werd gegeven door een van de bekendste symfonieorkesten van de Verenigde Staten. James Levine leidde het Boston Symphony Orchestra en het koor van Tanglewood in de première op 28 februari 2008, waarna het werk naar de Carnegie Hall in New York trok. Het BSO had ter gelegenheid van hun 125e concertseizoen opdracht gegeven tot dit werk.
De symfonie bestaat uit vier delen:
1. Rintrah roars
2. The shadow daughter of Urthona
3. This theme calls me
4. A song of liberty